# منتخب بولندا لدوري الرغبي
منتخب بولندا لدوري الرغبي (بالبولندية: Reprezentacja Polski w rugby league)‏ هو ممثل بولندا الرسمي في المنافسات الدولية في دوري الرغبي .